# I paradisi artificiali
I paradisi artificiali (Les Paradis artificiels) è il titolo di un saggio di Charles Baudelaire sugli effetti delle droghe.

## Storia editoriale
L'opera fu pubblicata presso l'editore Poulet-Malassais nel 1860 e comprende al suo interno il saggio già pubblicato precedentemente "Del vino e dell'hashish raffrontati come modi di moltiplicazione dell'individualità" (Du vin et du Haschisch comparés comme moyens de multiplication de l'individualité) e due nuove sezioni, "Il poema dell'hashish" (Le poème du haschisch) e "Un mangiatore d'oppio" (Un mangeur d'opium).

## Contenuto
In questo scritto l'autore descrive le sensazioni provate dopo l'assunzione di sostanze stupefacenti quali hashish, oppio e vino. 
Nel saggio, da un iniziale elogio della droga quale strumento umano per soddisfare il «gusto dell'infinito» si passa a una irrimediabile condanna: l'Artista, che segue i Principi superiori dell'Arte, non può che rifiutare la droga come mezzo di creatività. Baudelaire afferma che «orrenda è la sorte dell'uomo la cui immaginazione, paralizzata, non sia più in grado di funzionare senza il soccorso dell'hashish o dell'oppio». L'espressione "paradisi artificiali" nel tempo ha avuto successo e designa, anche al giorno d'oggi, gli effetti generati da droghe di qualsiasi tipo (in particolare allucinogeni come la mescalina o l'LSD) utilizzate spesso al fine di stimolare la creatività poetica e l'invenzione di immagini originali.
Nel primo saggio, pubblicato sul Messager de l'Assemblée nel 1851, Baudelaire paragona gli effetti del vino e dell'hashish, opponendo i positivi risvolti sociali provocati dal primo all'annullamento della volontà del secondo. Baudelaire privilegia dunque il vino quale strumento che l'uomo usa per esaltare la sua personalità e la sua grandezza, per ravvivare speranze ed elevarsi all'infinito, al punto da mettere in guardia da chi non ha mai fatto uso di questa bevanda. La predilezione di Baudelaire verso il vino è poi palesata nella sezione de I fiori del male dedicata appunto al vino: la trasposizione in prosa di alcune sue poesie quali L'anima del vino e Il vino dei cenciaioli vanno a formare il secondo capitolo di questo breve saggio iniziale.
Se da una parte dunque, il vino per Baudelaire esalta la volontà, «l'organo più prezioso» di un Artista, l'hashish la annulla, diventando «inutile e dannoso» per l'uomo creativo. L'esperienza dell'hashish, pur dunque condannata, non viene respinta però totalmente: tra gli effetti di questa droga infatti Baudelaire ricorda la scomparsa del senso del tempo e le sinestesie create fra suoni, colori e profumi, «corrispondenze» che entreranno a far parte della sua poesia e la caratterizzeranno per sempre.
Nonostante Baudelaire condanni le droghe, numerose fonti riportano che lo scrittore era solito abusare di tali sostanze.